# Fecal Matter
Fecal Matter byla americká punková skupina nedlouhé existence. Důležitá je především díky tomu, že v ní působil Kurt Cobain, budoucí frontman grungeové kapely Nirvana. Skupina vznikla v Aberdeenu roku 1985. Dalšími členy byli členové skupiny Melvins. Jestli někdy hráli live není jisté. Skupina nahrála pouze demo s názvem "Illiteracy Will Prevail", které nebylo nikdy oficiálně vydáno, ovšem koluje na internetu. Avšak oficiálně byly vydány skladby: "Spank Thru" na kompilaci Sliver: The Best of the Box a "Downer" je na albu Nirvany - Bleach.

## Písně z dema "Illiteracy Will Prevail"
- "Sound of Dentage"
- "Bambi Slaughter"
- "Laminated Effect"
- "Accusations(clip)"
- "Class of '86"
- "Boatakk"
- "Anorexorcist"
- "Love My Family"
- "Vaseline"
- "Spank Thru"
- "Blathers Log"
- "Buffy's Pregnant"
- "Downer"

## Členové
Autorem všech písní je Kurt Cobain
- Kurt Cobain – zpěv, kytara (1985-1986)
- Dale Crover – baskytara, bicí (1985-1986)
- Greg Hokanson – bicí (1985-1986)
- Buzz Osborne – baskytara (1986)
- Mike Dillard – bicí (1986)